# 長柄運河
長柄運河（ながらうんが）は、1897年（明治30年）から1910年（明治43年）の新淀川の開削に伴い新淀川左岸に造られた運河である。開削工事終了後は旧中津川に代わり中津川と呼ばれた。

## 概要
淀川はその下流域で、大川（旧淀川）・中津川・神崎川の3つに分かれ、川幅も狭く蛇行していたが、1897年に始まる淀川の改修工事により、中津川の流路の一部を利用し現在の大阪市都島区の毛馬から此花区の伝法に至る一直線の放水路（新淀川）が造られた。このとき工事に伴って出る土砂の運搬と放水路以南の地域への灌漑用水供給や舟便の便のため、放水路沿いに長柄運河が設置された。運河は旧中津川を水源としていた正蓮寺川、六軒家川へと流れ込み、工業用水の供給などに利用された。
その後、正蓮寺川の治水事業に伴い1967年（昭和42年）に埋め立てられた。その後も河道が草の生い茂る窪地になって残っている。運河を越えていた橋は2019年12月に阪神高速2号淀川左岸線の延伸工事のため撤去されるまで残っていた。